# Richard Strauss
Richard Strauss, född 11 juni 1864 i München i Kungariket Bayern, död 8 september 1949 i Garmisch-Partenkirchen i Bayern i Tyskland, var en tysk kompositör. Han var inte släkt med kompositörerna Johann Strauss den äldre och den yngre i Wien.

## Biografi
Richard Strauss är kanske den mest betydelsefulle och inflytelserike senromantiske kompositören under sekelskiftet 1900. Han utvecklade ett expressionistiskt tonspråk med avancerad harmonik med raffinerad användning av dissonanser. Strauss behöll dock alltid känslan av tonalitet trots att många menar att den bitvis i vissa av hans verk är totalt uppluckrad.
Under 1890-talet skrev han mest tondikter, stora symfoniska verk baserade på olika berättelser. Till Eulenspiegel, Don Juan, Macbeth, Ein Heldenleben och Also sprach Zarathustra är exempel på sådana verk (det sistnämndas inledning är ett flitigt använt stycke i senare tid, bland annat valde Stanley Kubrick detta stycke som inledning i sin film 2001 – Ett rymdäventyr).
Som operakompositör slog han efter några mindre lyckade verk igenom 1905 med Salome, en opera baserad på Oscar Wildes drama med samma namn. Den expressiva musiken var för sin tid mycket rå och aggressiv, men mottogs ändå positivt. Värre blev det 1909 när Elektra hade urpremiär. Tonspråket var här så djärvt och dissonant att folk i vansinne rusade ut ur operasalongen, kräktes, skrek, svimmade och blev allmänt omtöcknade. Sångarna själva menade att sådant vansinne som Strauss hade komponerat ”är omänskligt”. Så är också huvudrollen i Elektra ett så kallat röstmördarparti, med långa, svårsjungna linjer, fräna harmonier och rytmer, och framförallt är Elektra närvarande på scenen i två timmar utan avbrott. Idag räknas Elektra som ett storverk och bara de allra främsta sångerskorna tar sig an titelrollen. Efter Elektra bytte Strauss stil och skrev mer som hans tids publik ville ha det; Rosenkavaljeren och Ariadne på Naxos var succéer redan från start och Die Frau ohne Schatten och Arabella stod inte långt efter. Dessa sex operor tillsammans med ytterligare några är ständigt återkommande på världens operascener och Richard Strauss har alltsedan sin död räknats som en av tidernas stora kompositörer.
Den österrikiske författaren Hugo von Hofmannsthal skrev libretton åt Strauss för bland annat Elektra och Rosenkavaljeren. År 2006 uppstod en rättstvist mellan de bådas arvingar angående rättigheter till intäkterna.
Strauss var även en framstående dirigent och gjorde bland annat viktiga insatser för att popularisera Mozart.

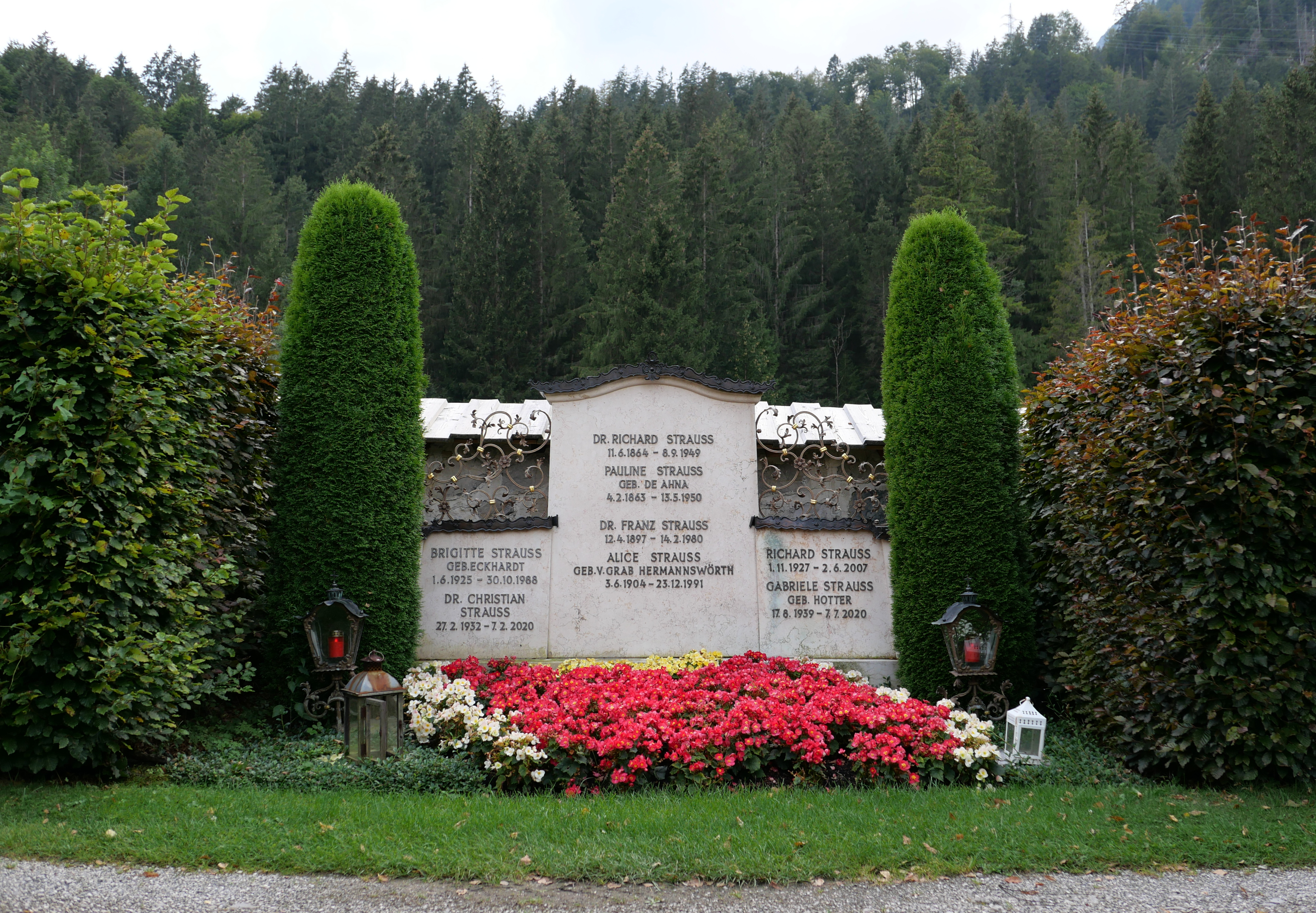
Graven 2024.

I augusti 1934 publicerades ett upprop formulerat av Joseph Goebbels i NSDAP:s partiorgan Völkischer Beobachter. I korthet handlade detta om att offentligt visa Führern sin trohet. Det var undertecknat av namnkunniga författare, bildkonstnärer, konsthistoriker, arkitekter, skådespelare, musiker och tonsättare. Bland dem fanns Richard Strauss.. Mot slutet av andra världskriget återfanns Richard Strauss på propagandaministeriets lista över "gudabenådade" kulturskapare, den så kallade Gottbegnadeten-Liste, vilket skänkte honom ett extra skydd av staten och befriade honom från allt deltagande i militär verksamhet.
Strauss kvarlevor kremerades. Urnan är begravd på Garmisch-kyrkogården i Garmisch-Partenkirchen i en grav där hans hustru Pauline, född de Ahna (1863–1950), ideras son Franz (1898–1980) och hans hustru Alice (1904–1991), barnbarnet Richard (1927–2007) och vars fru Gabrielle , född Hotter (1939-2020), samt sonsonen Christian (1932-2020) och hans hustru Brigitte, född Eckhardt (1925-1988), begravdes.

## Kompositioner (urval)

### Operor
De musikaliskt och teatraliskt viktigaste operaverken är Salome, Elektra och Die Frau ohne Schatten där kompositören använder sig av avancerat nydanande tonspråk från sina symfoniska dikter och lyckas framkalla stor intensitet i dramat. Rosenkavaljeren, Ariadne och Arabella är betydligt mer lättillgängliga för en bredare publik och fick också stor popularitet.
- Guntram (opus 25), libretto av tonsättaren (1887–1893)
- Feuersnot (opus 50), libretto av Ernst von Wolzogen (1900–1901)
- Salome (opus 54), libretto av Hedwig Lachmann efter Oscar Wilde (1904–1905)
- Elektra (opus 58, libretto av Hugo von Hofmannsthal (1906–1908)
- Rosenkavaljeren (Der Rosenkavalier) (opus 59), libretto av Hugo von Hofmannsthal (1909–1910)
- Ariadne på Naxos (Ariadne auf Naxos) (opus 60), libretto av Hugo von Hofmannsthal efter Molières Le Bourgeois Gentilhomme (1911–1912)
- Die Frau ohne Schatten (opus 65, libretto av Hugo von Hofmannsthal (1914–1918)
- Intermezzo (opus 72), komedi med symfoniska mellanspel, libretto av tonsättaren (1924)
- Die ägyptische Helena (opus 75), libretto av Hugo von Hofmannsthal (1923–1927)
- Arabella (opus 79), libretto av Hugo von Hofmannsthal (1930–1932)
- Die schweigsame Frau (opus 80), libretto av Stefan Zweig efter Ben Jonson (1933–1934)
- Friedenstag (opus 81), libretto av Joseph Gregor (1935–1936)
- Daphne (opus 82), libretto av Joseph Gregor (1936–1937)
- Die Liebe der Danae (opus 83), libretto av Joseph Gregor efter en skiss av Hugo von Hofmannsthal (1938–1940)
- Capriccio (opus 85), libretto av Clemens Krauss (1940–1941)

### Baletter
- Josephs Legende (opus 63), libretto av Hugo von Hofmannsthal och Harry Graf Kessler (1912–1914)
- Schlagobers (opus 70), libretto av Richard Strauss (1921-1922)

### Vokalmusik
- Ett stort antal sånger (lieder) för piano eller orkester och soloröst, bland annat
  - Vier letzte Lieder för sopran och orkester (1948)
- Sånger för manskör

### Orkesterverk

#### Symfoniska dikter
- Aus Italien, symfonisk dikt i G-dur (opus 16) (1886)
- Don Juan (opus 20), symfonisk dikt (1888)
- Macbeth (opus 23), symfonisk dikt (1886–188, rev. 1889/90 och 1891)
- Tod und Verklärung (opus 24), symfonisk dikt (1888–1889)
- Till Eulenspiegels lustige Streiche (opus 28), symfonisk dikt (1894–1895)
- Also sprach Zarathustra (opus 30), symfonisk dikt (1895–1896)
- Don Quixote (opus 35), symfonisk dikt (1896–1897)
- Ein Heldenleben (opus 40), symfonisk dikt (1897–1898)
- Symfonia Domestica (opus 53), symfonisk dikt (1902–1903)
- Eine Alpensinfonie (opus 64), symfonisk dikt (1911–1915)

### Konserter
- Violinkonsert i d-moll (opus 8) (1880–1882)
- Hornkonsert nr 1 i Ess-dur (opus 11) (1882–1883)
- Hornkonsert nr 2 i Ess-dur (1942)
- Oboekonsert (1945–1946)

## Filmer innehållande musik av Richard Strauss (urval)
- 1939 – En dag på cirkus
- 1950 – Sunset Boulevard
- 1968 – 2001 – Ett rymdäventyr
- 1970 – Moment 22
- 1982 – Fitzcarraldo
- 1984 – 2010
- 1990 – Wild at Heart
- 1995 – Clueless
- 1999 – Drop Dead Gorgeous
- 1999 – Man on the Moon
- 2001 – A.I. – Artificiell Intelligens
- 2002 – Death to Smoochy
- 2002 – Timmarna
- 2005 – Kalle och chokladfabriken